# Wire (hudební skupina)
Wire je anglická rocková hudební skupina založená roku 1976.

## Historie
Skupina vznikla v říjnu roku 1976 v Londýně v sestavě Colin Newman (zpěv, kytara), Graham Lewis (baskytara, zpěv), Bruce Gilbert (kytara) a Robert Grey (bicí). Sestava se později měnila. Své první album, které neslo název Pink Flag skupina vydala v prosinci roku 1977 prostřednictvím hudebního vydavatelství Harvest Records. Jeho producentem byl Mike Thorne. Druhé album, na němž kapela opět spolupracovala s Thornem, vydala společnost Harvest v srpnu následujícího roku. Neslo název Chairs Missing. Další album, na němž opět spolupracovali se stejným producentem, vyšlo pod názvem 154 v září 1979. Následně se členové skupiny rozešli, během pauzy vyšel koncertní záznam Document and Eyewitness a kapela se opět dala dohromady až roku 1985. S novým albem, které vydala společnost Mute Records, skupina přišla až v dubnu 1987. Neslo název The Ideal Copy a jeho producentem byl Gareth Jones. Později následovalo několik dalších nahrávek a roku 1992 skupina podruhé ukončila svou činnost. Obnovena byla roku 1999 a nové album vydala až po čtyřech letech. Později následovalo několik dalších desek.

## Diskografie
- Pink Flag (1977)
- Chairs Missing (1978)
- 154 (1979)
- The Ideal Copy (1987)
- A Bell Is a Cup (1988)
- IBTABA (1989)
- Manscape (1990)
- The Drill (1991)
- The First Letter (1991)
- Send (2003)
- Object 47 (2008)
- Red Barked Tree (2010)
- Change Becomes Us (2013)
- Wire (2015)[1]
- Nocturnal Koreans (2016)
- Silver/Lead (2017)